# Svartlöten

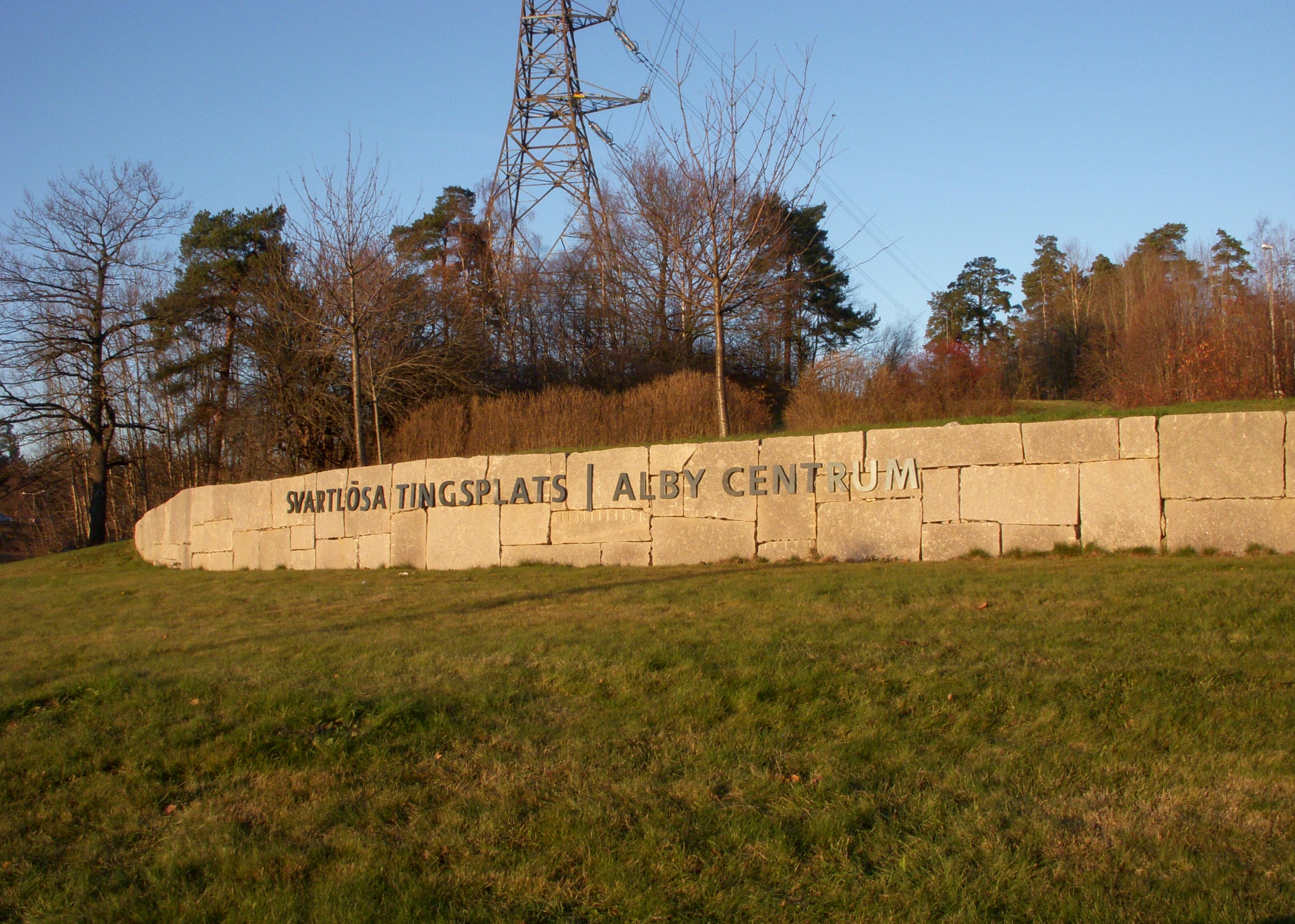
Platsen för "Svartlösa ting" i Alby vid trafikplats Hallunda, 2010.

Svartlöten är en äng och en fastighet i norra Botkyrka kommun, Stockholms län. Här fanns även en medeltida tingsplats. Området är ett fornminne med RAÄ-nummer Botkyrka 389:1.
Här låg Svartlötens eller Svarta Löt tingsplats, som var en av medeltidens mest kända platser i området. Svarta Löt, som omnämnes i ett flertal dokument från 1400-talet anses numera allmänt ha legat vid torpet Eriksberg (förr Tingsta) vid Kumla gård i Botkyrka socken. Dagens läge är delvis under nuvarande Södertäljevägen (E4/E20), i närheten av Hallunda trafikplats där Hågelbyleden börjar. 
På Svartlötens tingsplats hölls ting redan när Stockholm grundades i mitten av 1200-talet. Svartlöten gav namn åt Svartlösa härad och senare åt Svartlösa tingsrätt, vars namn år 1977 ändrades till Huddinge tingsrätt. Från och med 1667 och ända fram till 1916 var Svartlösa tingsplats förlagd till Fittja gård.
Tidigare gick Göta landsväg förbi denna plats. Kommunen har markerat den historiska platsen genom ett litet grönområde och en granitmur med påskrift: "Svartlösa Tingsplats | Alby Centrum".